# Place Benoît-Crépu
La place Benoît-Crépu est une place du quartier de Saint-Georges dans le 5e arrondissement de Lyon, en France.

## Histoire
À partir de 2003, les travaux de construction d'un parc de stationnement souterrain ont permis de découvrir divers objets, en particulier trois barques gallo-romaines, relativement bien conservées, datant du Ier ou du IIe siècle. De même, lors du creusement du tunnel d'accès au parking sous la Rue Monseigneur-Lavarenne, on a découvert divers bâtiments datant du Moyen Âge, apparemment abandonnés à la suite des nombreuses crues de la Saône. On y a également découvert une partie de l'ancien rempart, dont le tracé était inconnu dans cette partie de la ville.
L'ensemble de ces découvertes archéologiques a causé un retard des travaux de six à neuf mois. Les divers objets retrouvés seront exposés au parking de la Fosse aux Ours.
Cette place est à l'emplacement d'un des nombreux ports de la Saône, le port du Sablet, qui fut détruit, ainsi que les maisons environnantes, pour aménager le quai que l'on connaît aujourd'hui. La place s'appelait anciennement Place du Port-Sablé (orthographié également Sablet). Le nom actuel lui a été attribué par la délibération du conseil municipal du 23 novembre 1894 en hommage à Benoît Crépu, corroyeur né à Lyon le 23 janvier 1839 et mort dans cette même ville le 4 avril 1893, pour le legs d'une partie de sa fortune à la ville de Lyon.
Entre 2002 et 2004, lors de la construction du parc de stationnement Saint-Georges, des objets remontant à l'Antiquité tardive ont été découverts. Seize embarcations datant pour les plus anciennes de la seconde moitié du Ier siècle, ont été exhumées sur le site du port Sablet.

## Galerie

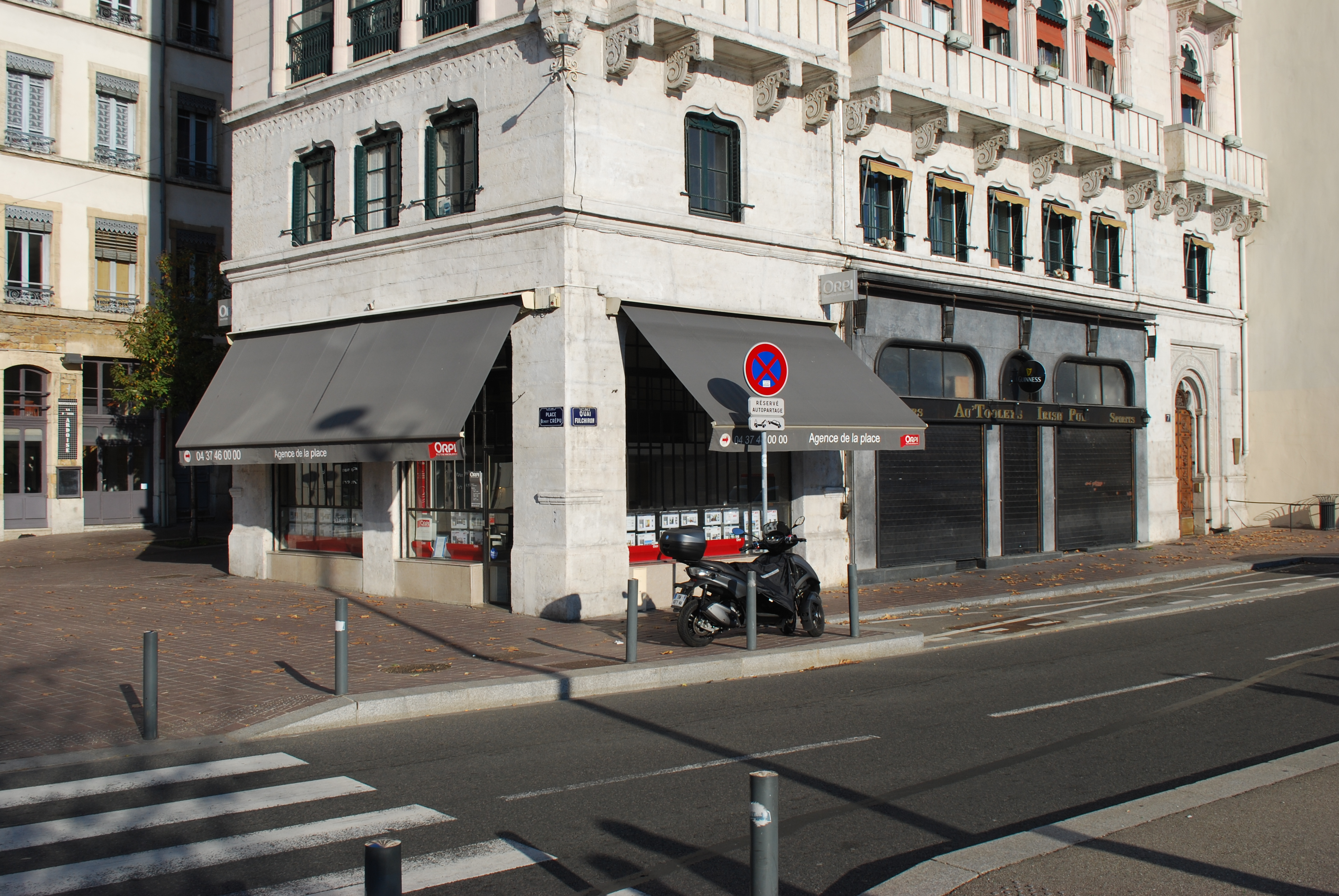
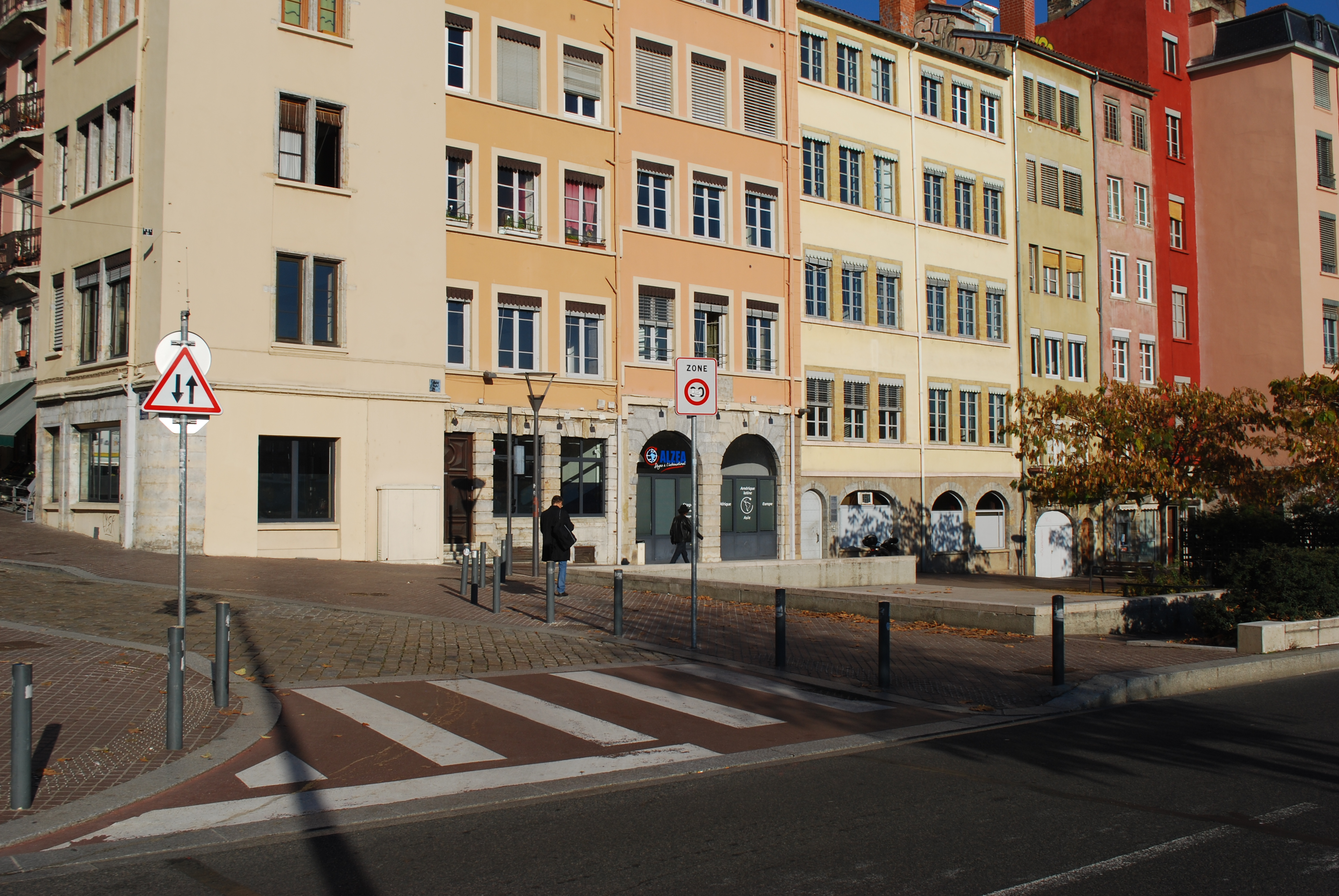

## Accessibilité

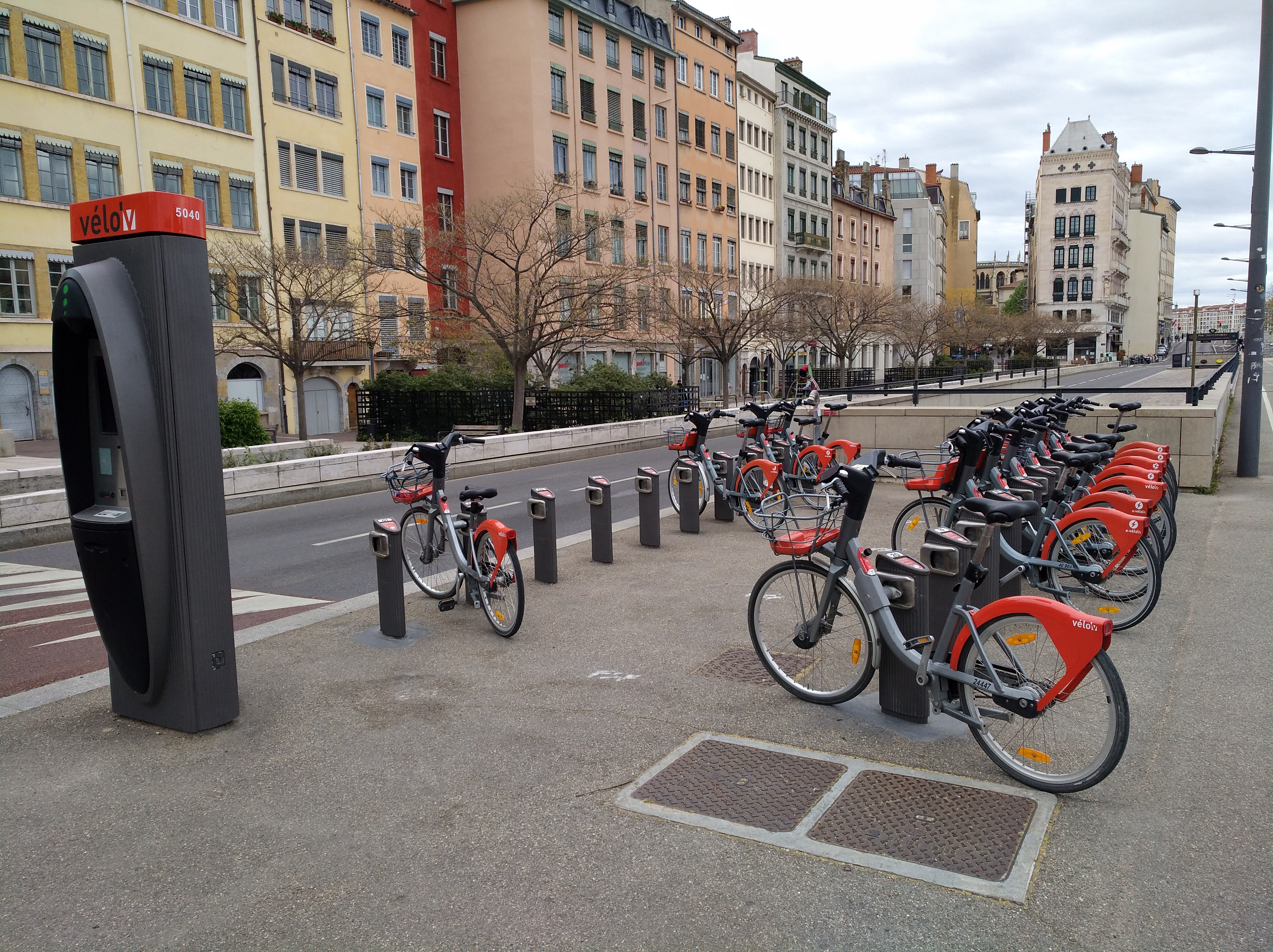

Vélo'v : station 5040.